# Tate Modern
Tate Modern je britanska nacionalna galerija internacionalne moderne umjetnosti u Londonu; dio Tate grupacije (zajedno s Tate Britain, Tate Liverpool, Tate St Ives i Tate Online). 
Galerija se nalazi na samoj obali Temze u zdanju nekadašnje elektrane Bankside koja je zatvorena 1981. god.; Milenijumski most ju povezuje s Katedralom sv. Pavla. Tate modern je jedan od najvećih muzeja moderne umjetnosti, a s preko 6 milijuna posjetitelja 2019. god., on je jedan od najposjećenijih muzeja na svijetu. Ulaz je besplatan, ali se ponekad naplaćuju ulaznice za privremene izložbe.

## Povijest
Zgradu elektrane Bankside je dizajnirao Sir Giles Gilbert Scott i izgrađena je u dvije faze od 1947. – 1963. god. Zgrada, duga 200 m s 99 visokim središnjim dimnjakom, prilagođena je za galerijsku funkciju i podijeljena je na tri područja od istoka prema zapadu: velika dvorana turbina u središtu, toplana na sjeveru i upravljačka soba na jugu. Galeriju, koja je među najpopularnijima na svijetu, je od njenog otvaranja, 12. svibnja 2000., do kraja te godine posjetilo 5,25 milijuna ljudi. 
Dvorana turbina, prostor površine 3400 m² i visine od pet katova, se koristi za velike demonstracije projekata ekskluzivnih suvremenih umjetnika. Izložbe se planiraju 5 godina unaprijed, a financira ih britansko-nizozemska tvrtka Unilever (do 2013.). Tu su od 2000. redom izlagali: Louise Bourgeois, Juan Muñoz, Anish Kapoor, Olafur Eliasson, Bruce Nauman, Rachel Whiteread, Carsten Höller, Doris Salcedo, Dominique Gonzalez-Foerster, Mirosław Bałka, Ai Weiwei, Tacita Dean i Tino Sehgal. 
God. 2012. započeto je veliko proširenje koje će udvostručiti izložbeni prostor, a koje će prema slobodnoj procjeni koštati oko 100 milijuna funti.
Od 2013. izložbe u Dvorani turbina Tate Modern financira Hyundai, a izlagali su Abraham Cruzvillegas i Philippe Parreno.
- Olafur Eliasson, Vremenski projekt, 2004.
- Rachel Whiteread, Nasipi, 2005.
- Carsten Höllera, Poligoni, 2006.
- Doris Salcedo, Šibolet, 2007.
- Ai Weiwei, Suncokretovo sjeme, 2010.

## Kolekcija
Stalna postavka je do 2006. bila podijeljena u tematske cjeline i prilikom odabira komada koje će kupiti za stalnu postavku, Galerija je imala poprilično konzervativnu politiku prema djelima iz prve polovice 20. stoljeća. Ovo je onemogućilo da se postavka uredi kronološki, no od 2006., iako ne u potpunosti dosljedan, novi raspored je naišao na dobar odjek kod kritičara.
Od 2016. kolekcija je podijeljena u 8 područja:
1. Početni izlošci - tri prostorije glavnih umjetnika koji predstavljaju uvod u modernu umjetnost.
2. Umjetnik i društvo
3. U studiju
4. Materijali i predmeti
5. Medijske mreže
6. Između predmeta i arhitekture
7. Izvođač i sudionik
8. Živi gradovi

- Georges Seurat, Stiena kod Grandcampa, 1885.
- Vincent Van Gogh, Slamnate kuće kod brda, 1890.
- Paul Gauguin, Tahićani, 1891.
- Edvard Munch, Bolesno dijete, 1907.
- Robert Delaunay, Simultano otvaranje prozora, 1912.
- Juan Gris, Rolete, 1914.
- Amedeo Modigliani, Mali seljak, 1918.
- Ernst Ludwig Kirchner, Kupači kod Moritzburga, 1909./1926.
- Paul Klee, Djevojčina avantura, 1921.
- Paul Klee, Valpurgina noć, 1935.
- Piet Mondrian, Kompozicija s crvenom, žutm i plavom, 1942.
- Dan Flavin, Struktura i jasnoća
- Bill Woodrow, Dvojna kada s gitarom, 1981.
- John Coplans, Friz br. 2., četiri ploče, 1994.
- Ricardo Basbaum, instalacija za izložbu Domaći incidenti, 2006.
- Marvin Gaye Chetwynd, Hermitova djeca, 2008.

## Vanjske poveznice
- Službene stranice muzeja  Arhivirana inačica izvorne stranice od 25. ožujka 2012. (Wayback Machine)

51°30′28″N 0°5′57″E / 51.50778°N 0.09917°E